# テオドール・コーバー
テオドール・コーバー（Theodor Kober 、1865年2月13日 - 1930年12月20日）は、ドイツの航空機技術者である。ツェッペリン飛行船の副設計者を務め、フリードリヒスハーフェン航空機（Flugzeugbau Friedrichshafen GmbH ）を設立した。

## 概要
シュトゥットガルトに生まれた。1892年に工科大学を卒業し、1892年から1894年の間、飛行船開発の業務に参加し、操縦可能な飛行船に関する論文 "Denkschrift über das lenkbare Luftschiff"を1894年2月に発表した。1899年から1900年の間、ツェッペリン最初の飛行船、LZ1の開発に参加した。1912年6月17日に、フリードリヒスハーフェン航空機（Flugzeugbau Friedrichshafen GmbH ）を設立した。フリードリヒスハーフェン航空機は第一次世界大戦中にドイツ海軍の水上機や、双発重爆撃機、フリードリヒスハーフェン G.IIIなどで成功した。フリードリヒスハーフェン航空機は1926年にドルニエに吸収された。
娘に航空機の翼の振動の研究で知られる航空エンジニア、イルゼ・エッサース（Ilse Essers ）がいる。